# گامادووا
گامادووا (به لاتین: Gammaduwa) یک منطقهٔ مسکونی در سری‌لانکا است که در استان مرکزی (سری‌لانکا) واقع شده‌است. گامادووا ۵٬۲۹۴ نفر جمعیت دارد و ۷۵۰ متر بالاتر از سطح دریا واقع شده‌است.